# Anatol Wachnianin
Anatol Wachnianin, ukr. Анато́ль Вахня́нин (ur. 19 września 1841 w Sieniawie, zm. 11 lutego 1908 we Lwowie) – ukraiński działacz społeczny i polityczny, kompozytor, poseł do Sejmu Krajowego Galicji i Reichsratu Przedlitawii.

## Życiorys
Urodził się 19 września 1841 roku w Sieniawie w rodzinie księdza greckokatolickiego. Ukończył przemyskie gimnazjum oraz lwowskie i przemyskie seminarium duchowne, jednak nie został księdzem. W 1859 ukończył gimnazjum w Przemyślu, od 1863 pracując tam jako zastępca nauczyciela, następnie w latach 1865–1869 studiował na wydziale filozoficznym Uniwersytetu Wiedeńskiego. Jeszcze w gimnazjum zainteresował się polityką i był pionierem ruchu narodowców.

## Działalność społeczna i polityczna
W Wiedniu Anatol założył towarzystwo ukraińskich studentów „Sicz” (w 1867 roku). W latach 1868–1870 był zastępcą nauczyciela gimnazjum im. Franciszka Józefa we Lwowie, a w latach 1870–1901 profesorem gimnazjum akademickiego.
W roku 1865 razem z Julianem Romanczukiem organizowali narodową, polityczną organizację pod nazwą „Rada Narodowa”, która kontynuowała idee Głównej Rady Ruskiej. W 1890 razem z innymi liderami narodowców był reprezentantem polityki „nowej ery” która miała sprzyjać unormowaniu stosunków polsko-ukraińskich w Galicji.
We Lwowie Wachnianin brał udział w zakładaniu nieomal wszystkich ukraińskich towarzystw i wchodził w skład zarządów wielu z nich (między innymi w latach 1868–1870 był pierwszym prezesem Towarzystwa Proswita) oraz reprezentował interesy Ukraińców w radzie miejskiej.
Był niezwykle płodnym literatem i dziennikarzem, był redaktorem ukraińskiego pisma „Prawda” (w latach 1867–1870), autorem „Pism z Proswity” (w latach 1878–1879) oraz autorem pierwszego ukraińskiego podręcznika geografii.
Szczyt działalności politycznej Anatola Wachnianina przypada na lata 1893-1901, kiedy był posłem na Sejm Krajowy (1895–1901) oraz członkiem Rady Państwa (Reichsratu) w latach 1893-1900.
Najpierw kandydował we Lwowie (w roku 1870 – popierany przez Franciszka Jana Smolkę), następnie na prowincji – w latach 1883, 1889 (jako kandydat na posła do sejmu) oraz w latach 1879, 1885, 1891 (jako kandydat do parlamentu cesarstwa). Wszystkie te próby był nieudane. Nowa okazja nastąpiła w roku 1893, kiedy umarł ukraiński członek parlamentu z okręgu Żółkiew – Rawa Ruska – Sokal, ojciec Józef Briliński. Tym razem wyborcza kampania Wachnianina wywołała solidarny opór moskalofilów i polskich polityków Galicji Wschodniej. Pomimo że Polacy nie wystawili kontrkandydata, to jednak polska „Gazeta narodowa” wypuściła dziennikarską „kaczkę”, głoszącą, że Wachnianin jakoby wygłaszał poglądy, że przyjdzie jeszcze czas „rizania Lachów”. To spowodowało, że wyborcy zagłosowali na greckokatolickiego proboszcza sokalskiego – moskalofila Mikołaja Rozdolskiego.
Tylko dzięki interwencji namiestnika Galicji hrabiego Kazimierza Badeniego polski komitet wyborczy poparł kandydaturę Wachnianina. Jednak „Gazeta narodowa” kontynuowała drukowanie różnych oszczerstw przeciwko Wachnianinowi, co wywoływało nawet oburzenie prasy krakowskiej. Niestety w oczach wsi publikacje te nie dodawały Wachnianinowi autorytetu i spowodowały, że w ostatnim momencie Badeni dal wskazówkę do kandydowania żółkiewskiemu staroście powiatowemu Józefowi Lanikiewiczowi. Włościanie zagłosowali na jego kandydaturę „bardzo grzecznie”. Po kilku dniach Lanikiewicz odmówił przyjęcia mandatu poselskiego, a na powtórnych wyborach włościanie tak samo grzecznie zagłosowali na Wachnianina.
W marcu 1897 ponownie kandydował na posła na wyborach do Rady Państwa IX kadencji w Wiedniu z kurji wiejskiej w okręgu wyborczym Żółkiew – Rawa Ruska – Sokal oraz zwyciężył innego kandydata ruskiego (ukraińskiego) Mychajła Korola, otrzymawszy 344 głosów wyborców z 655.
W parlamencie wiedeńskim i sejmie ostatecznie rozkwitł talent Wachnianina – polityka. Zazwyczaj to on sam prowadził niełatwe rozmowy z Kołem Polskim na temat politycznych postulatów polityków ukraińskich.
W 1867 Wachnianin został wybrany sekretarzem konserwatywnego klubu słowiańskich posłów Rady Państwa, do której weszli także Ukraińcy. Wtedy też zaprzyjaźnił się z posłami czeskimi, zresztą sam będąc na wpół Czechem.
Zmagania ukraińskich frakcji w Sejmie i parlamencie dały dobre rezultaty, szczególnie na Bukowinie. Natomiast w Galicji „polskie koło” pod wpływem Ukraińców poparło projekt utworzenia ukraińskiego gimnazjum w Tarnopolu (1898). Oprócz tego Wachnianin stał się inicjatorem wprowadzenia na wsiach kas pożyczkowych w systemie Raiffeisena oraz przygotował odpowiednie akty prawne.
Poczynając od 1898 Polacy bojkotowali większość wniosków ukraińskich posłów w Sejmie (które zazwyczaj przedstawiał Wachnianin. Następstwem tego była secesja ukraińskiej frakcji w 1891, kiedy prawie wszyscy jej członkowie (oprócz dwóch) złożyli mandaty.
Demonstracja ta nie przyniosła pozytywnych rezultatów. Pod wpływem intryg w latach 1894–1896 Wachnianin popadł w konflikt z ukraińskimi działaczami – czego następstwem było wykluczenie go z większość ukraińskich towarzystw – zapominając o jego zasługach. Nie pomógł tu jego udział w secesji roku 1891.

## Działalność kulturalna
Chociaż był historykiem z wykształcenia – nie pozostawił żadnego śladu działalności w tej dziedzinie. Natomiast stał się dobrze znanym działaczem ruchu muzycznego. Jeszcze podczas nauki w Przemyślu nauczyciele odkryli w nim zdolności muzyczne, a doświadczony muzyk Hammersberg obiecywał mu pomoc materialną w kontynuowaniu nauki w wiedeńskim konserwatorium. Jednak jako muzyk i kompozytor Wachnianin pozostał samoukiem. Od czasu założenie towarzystwa muzycznego „Teorban" (1870) Wachnianin stał się częstym uczestnikiem lwowskich uroczystości, komponował różnego rodzaju utwory muzyczne, był twórcą pierwszej galicyjsko-ukraińskiej opery „Kupało” (wystawionej trzykrotnie: w Charkowie w roku 1930, w Toronto w roku 1979, oraz we Lwowie w roku 1990). Był też autorem podręcznika harmonii.
W 1890 założył chór „Bojan”, który z powodzeniem koncertował w Galicji i poza jej granicami. W 1903 roku został założycielem i pierwszym dyrektorem Wyższego Instytutu Muzycznego im. M. Łysenki we Lwowie.

## Rodzina
Jego ojciec był Kłyment (Kłym, Klemens) Wachnianin – ksiądz greckokatolicki, syn księdza greckokatolickiego Jakowa Wachnianina i Ewy (Ewdokiji) z Wankowyczów herbu Lis. Matka Karolina z Veithów – córka czeskiego oficera przemyskiego garnizonu.